# Balkan International Basketball League 2009-2010
La Balkan International Basketball League 2009-2010 fu la 2ª edizione della Lega Balcanica. La vittoria finale fu ad appannaggio dei bulgari del Levski Sofia sui montenegrini del Lovćen Cetinje.

## Squadre partecipanti
| Bulgaria - Levski Sofia - Spartak Pleven - Cherno More Varna - Rilski Sportist | Macedonia del Nord - Kavadarci - Rabotnički Skopje | Montenegro - Lovćen Cetinje - Mornar Bar | Romania - Gaz Metan Mediaș - Steaua Bucarest | Serbia - Metalac Valjevo - OKK Belgrado |

## Regular season

### Gruppo A
|    | Squadre                    | G            | V            | P            | PF           | PS           | Dif          | Pt           |
| -- | -------------------------- | ------------ | ------------ | ------------ | ------------ | ------------ | ------------ | ------------ |
| 1. | Lovćen Cetinje             | 8            | 5            | 3            | 668          | 580          | 88           | 13           |
| 2. | Metalac Valjevo            | 8            | 5            | 3            | 602          | 566          | 36           | 13           |
| 3. | BK Cherno More Varna       | 8            | 5            | 3            | 656          | 634          | 22           | 13           |
| 4. | BK Rilski Sportist Samokov | 8            | 4            | 4            | 666          | 621          | 45           | 12           |
| 5. | KK Rabotnički Skopje       | 8            | 1            | 7            | 558          | 749          | -191         | 9            |
| 6. | Gaz Metan Mediaș           | Squalificata | Squalificata | Squalificata | Squalificata | Squalificata | Squalificata | Squalificata |

### Gruppo B
|    | Squadre           | G  | V | P | PF  | PS  | Dif | Pt |
| -- | ----------------- | -- | - | - | --- | --- | --- | -- |
| 1. | Levski Sofia      | 10 | 8 | 2 | 953 | 819 | 134 | 18 |
| 2. | Feni Industries   | 10 | 8 | 2 | 888 | 782 | 106 | 18 |
| 3. | OKK Belgrado      | 10 | 6 | 4 | 843 | 852 | -9  | 16 |
| 4. | Mornar            | 10 | 4 | 6 | 752 | 826 | -74 | 14 |
| 5. | BK Spartak Pleven | 10 | 2 | 8 | 829 | 905 | -76 | 12 |
| 6. | Steaua Turabo     | 10 | 2 | 8 | 764 | 845 | -81 | 12 |

## Quarti di finale
Dal 18 al 24 marzo 2010
| Quarto | Squadra 1            | Risultato | Squadra 2          | Gara 1  | Gara 2   |
| ------ | -------------------- | --------- | ------------------ | ------- | -------- |
| 1      | Mornar               | 153 - 164 | Lovćen Cetinje     | 77 - 80 | 76 - 84  |
| 2      | Feni Industries      | 167 - 151 | Metalac Valjevo    | 88 - 88 | 79 - 63  |
| 3      | Levski Sofia         | 184 - 173 | BK Rilski Sportist | 75 - 89 | 109 - 84 |
| 4      | BK Cherno More Varna | 173 - 171 | OKK Belgrado       | 92 - 87 | 81 - 84  |

## Final Four
Dal 13 al 15 aprile 2010
|  | Semifinali | Semifinali           | Semifinali |              |    | Finale         | Finale | Finale |  |
|  |            |                      |            |              |    |                |        |        |  |
|  | 1A         | Lovćen Cetinje       | 81         |              |    |                |        |        |  |
|  | 1A         | Lovćen Cetinje       | 81         |              |    |                |        |        |  |
|  | 2B         | Feni Industries      | 74         |              |    |                |        |        |  |
|  | 2B         | Feni Industries      | 74         |              | 1A | Lovćen Cetinje | 65     |        |  |
|  |            |                      |            |              | 1A | Lovćen Cetinje | 65     |        |  |
|  |            |                      | 1B         | Levski Sofia | 77 |                |        |        |  |
|  | 1B         | Levski Sofia         | 1B         | Levski Sofia | 77 | 91             |        |        |  |
|  | 1B         | Levski Sofia         |            |              |    |                |        |        |  |
|  | 3A         | BK Cherno More Varna | 76         |              |    |                |        |        |  |

| Lega Balcanica 2010    |
| ---------------------- |
| Levski Sofia 1º titolo |

## Squadra vincitrice
| N° | Naz.                          | Ruolo | Sportivo          |  | Alt. |  |
| -- | ----------------------------- | ----- | ----------------- |  | ---- |  |
| 5  | Stati Uniti (bandiera)        | P     | Bobby Frasor      |  | 191  |  |
| 6  | Stati Uniti (bandiera)        | G     | Aaron Harper      |  | 200  |  |
| 7  | Bulgaria (bandiera)           | P     | Vasil Aleksandrov |  | 198  |  |
| 9  | Stati Uniti (bandiera)        | AG    | Donald Cole       |  | 204  |  |
| 10 | Bulgaria (bandiera)           | C     | Stefan Georgiev   |  | 206  |  |
| 11 | Bulgaria (bandiera)           | AP    | Pavel Ivanov      |  | 200  |  |
| 12 | Bulgaria (bandiera)           | G     | Zlatin Georgiev   |  | 196  |  |
| 13 | Bulgaria (bandiera)           | P     | Asen Velikov      |  | 187  |  |
| 14 | Bulgaria (bandiera)           | C     | Bojko Mladenov    |  | 212  |  |
| 15 | Bulgaria (bandiera)           | AG    | Gjorgji Čekovski  |  | 202  |  |
| 23 | Macedonia del Nord (bandiera) | G     | Nikola Gaidadjiev |  | 193  |  |
|    | Bulgaria (bandiera)           | All.  | Titi Papazov      |  |      |  |